# Stati cuscinetto nella guerra di secessione americana
     Stati dell'Unione
     Territori dell'Unione
     Stati cuscinetto
     Bleeding Kansas (Kansas insanguinato), il più conteso degli Stati del Kansas-Nebraska Act
     Stati Confederati d'America
     Territori rivendicati e parzialmente controllati dalla Confederazione

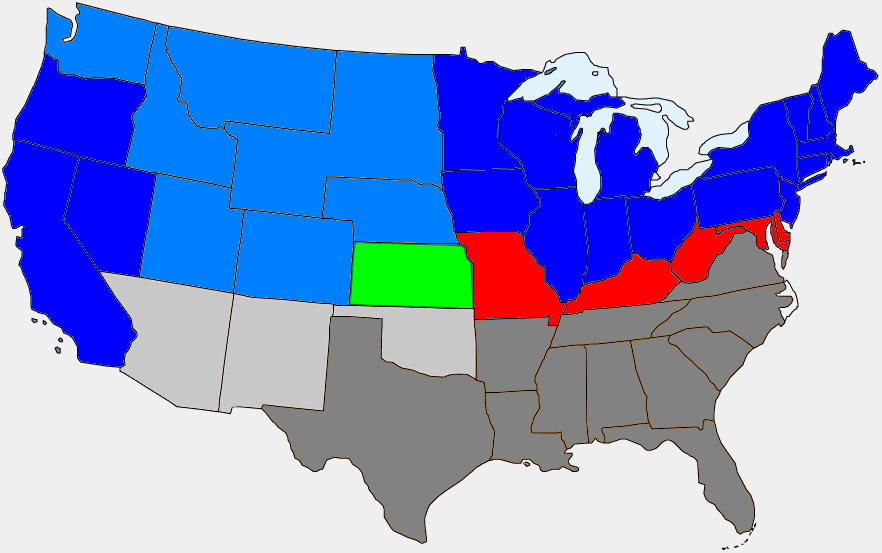
In questa carta:
Stati dell'Unione
Territori dell'Unione
Stati cuscinetto
Bleeding Kansas (Kansas insanguinato), il più conteso degli Stati del Kansas-Nebraska Act
Stati Confederati d'America
Territori rivendicati e parzialmente controllati dalla Confederazione

Il termine Stati cuscinetto si riferisce a cinque Stati (Delaware, Kentucky, Maryland, Missouri e Virginia Occidentale) che si trovavano al confine tra l'Unione e la Confederazione durante la guerra di secessione americana. 
In alcuni di questi Stati vi furono contemporaneamente due governi, uno favorevole all'Unione e l'altro alla Confederazione, e persone (talvolta persino della stessa famiglia) che combattevano su fronti opposti.

## Influenza e importanza
I cinque Stati cuscinetto erano il Delaware, il Kentucky, il Maryland, il Missouri e la Virginia Occidentale (si include talvolta il Distretto di Columbia per la sua collocazione geografica). La Virginia Occidentale fu costituita nel 1863 dalle contee nordoccidentali della Virginia separatesi dalla Virginia dopo che questa aveva dichiarato secessione dall'Unione. Nei casi del Kentucky e del Missouri, essi ebbero due governi durante la guerra di secessione, uno a favore degli Stati Confederati e uno a favore dell'Unione.
In aggiunta, due Territori, non ancora Stati — il Territorio indiano (oggi Stato dell'Oklahoma) e il Territorio del Nuovo Messico (oggi Stati dell'Arizona e del Nuovo Messico) — permettevano la schiavitù. Peraltro in questi Territori si trovavano ben pochi schiavi, nonostante la legittimità dell'istituzione. Durante la guerra le maggiori tribù indiane nell'Oklahoma firmarono un'alleanza con la Confederazione e parteciparono al suo sforzo militare. Il Territorio del Nuovo Messico era diviso fra Unione e Confederazione al 34º parallelo. L'Oklahoma è spesso ancor oggi citato come "Stato cuscinetto", ma l'Arizona e il Nuovo Messico ne avevano poco o nulla le caratteristiche.

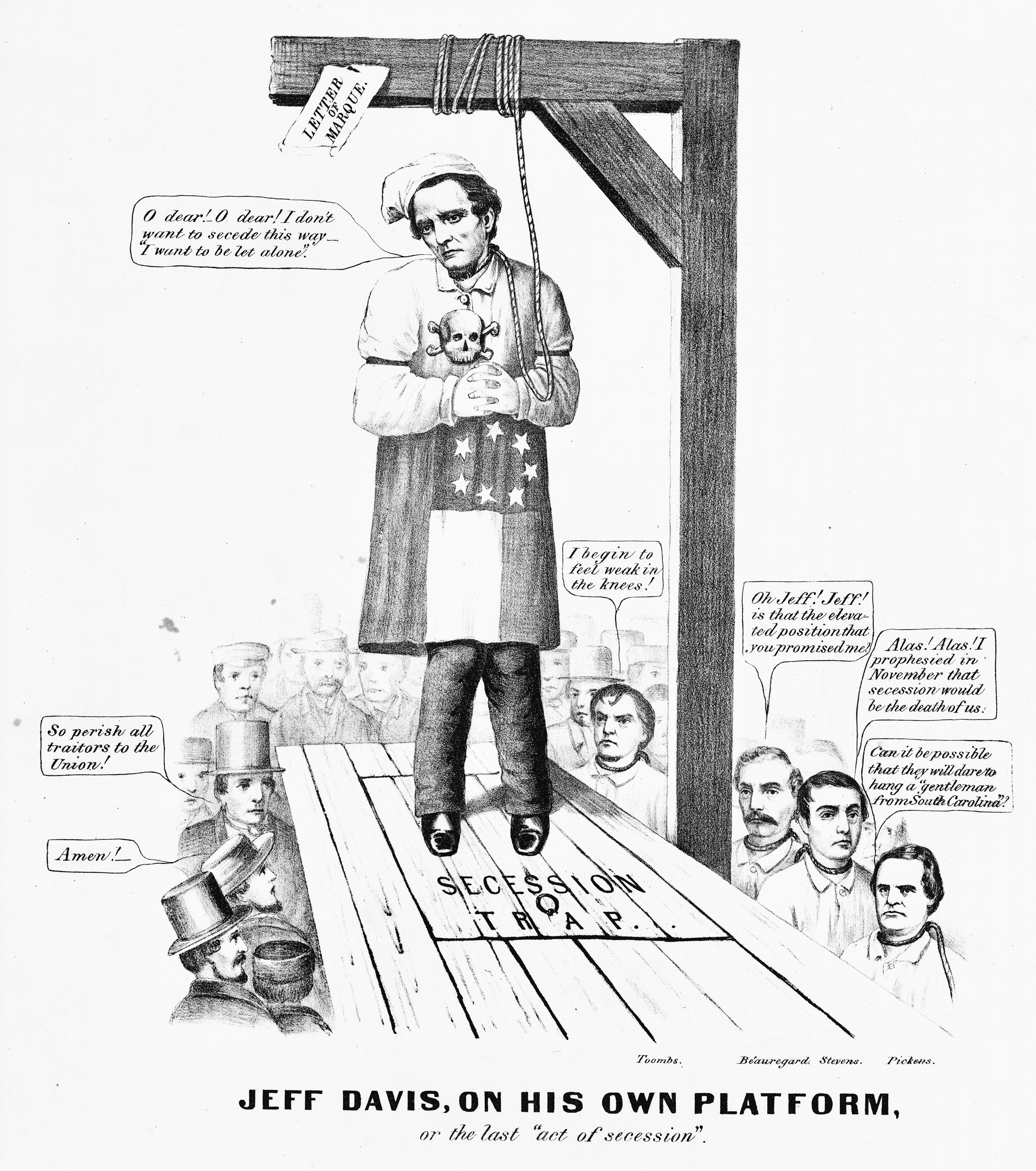
Il programma politico (la piattaforma) di Jefferson Davis dopo la legge di secessione: l'impiccagione di sé stesso.

Con le loro connessioni geografiche, sociali, politiche ed economiche sia con il Nord sia con il Sud, gli Stati cuscinetto allo scoppio della guerra erano in crisi in quanto delineavano il confine culturale che separava il Nord dal Sud. Dopo la Ricostruzione la maggior parte di essi adottò leggi Jim Crow somiglianti a quelle in vigore al Sud, ma nei recenti decenni alcuni di essi (in particolare il Delaware e il Maryland) sono divenuti più "nordisti" nei loro orientamenti politici, economici e sociali, mentre altri (in particolare il Kentucky e la Virginia Occidentale) hanno adottato una predominante personalità "sudista".
Ancora oggi si discute molto sui confini logici del Nordest: molti nordorientali sostengono che il Delaware, il Maryland, la Virginia Occidentale e persino la Virginia facciano parte del Nordest. Nella pratica attuale il Nordest probabilmente consiste negli Stati indiscussi del Vermont, New Jersey, New York, Pennsylvania, Massachusetts, Connecticut, New Hampshire, Maine e Rhode Island, insieme con il Delaware, lo stesso Distretto di Columbia e i Distretti suburbani del Maryland e della Virginia. Anche il Kentucky è diviso: le aree più rurali e quelle meridionali dello Stato hanno chiaramente le caratteristiche del Sud, mentre le aree più urbanizzate come quelle intorno a Louisville e a cavallo del fiume Ohio da Cincinnati hanno caratteristiche tipicamente medio-occidentali e, nel caso di Cincinnati, sia medio-occidentali sia nordorientali.
Oggi la definizione talvolta, nell'uso comune, si applica agli Stati del Sud che costituivano la fascia settentrionale della Confederazione, come l'Arkansas, il Tennessee, la Virginia e la Carolina del Nord.

### Delaware
Il Delaware non prese mai la secessione in seria considerazione.

### Maryland
Il Parlamento del Maryland respinse la secessione (27 aprile 1861), ma solo dopo che la sollevazione popolare di Baltimora del 1861 e altri eventi avevano provocato da parte federale la dichiarazione della legge marziale. Come risultato della massiccia presenza dell'esercito dell'Unione nello Stato e la sospensione dello habeas corpus da parte di Abraham Lincoln, molti legislatori dello Stato del Maryland, che si credeva sostenessero la secessione, furono arrestati e imprigionati dalle autorità dell'Unione. Il Maryland fornì diverse unità militari sia ai Confederati sia all'Unione. Fu escluso dal Proclama di Emancipazione, ma abolì la schiavitù durante la guerra di secessione.

### Kentucky
Il Kentucky fu davvero strumentale per la vittoria dell'Unione nella guerra di secessione. Abraham Lincoln una volta disse: "Penso che perdere il Kentucky sia quasi lo stesso che perder l'intera partita. Via il Kentucky, non possiamo tenere il Missouri né il Maryland. Se tutti questi sono contro di noi, allora il gioco nelle nostre mani è troppo grande per noi. Dovremmo persino consentire subito la separazione, inclusa la resa di questa Capitale" (Washington, circondata da Stati schiavisti: la Virginia confederata e il Maryland, controllato dall'Unione). Si racconta inoltre che egli avesse detto che sperava di avere Dio dalla sua parte, ma che doveva avere il Kentucky.
Il Kentucky, in effetti, non dichiarò la secessione, ma una fazione costituì un governo che fu riconosciuto dalla Confederazione come Stato membro.
Il governatore del Kentucky, Beriah Magoffin, propose che gli Stati schiavisti come il Kentucky dovessero conformarsi alla Costituzione degli Stati Uniti e restare nell'Unione. Quando Lincoln richiese 75 000 uomini per prestare servizio nell'Unione, Magoffin, simpatizzante per il Sud, rispose che il Kentucky non avrebbe "fornito alcuna truppa per il malvagio scopo di sottomettere i fratelli Stati del Sud." Il 20 maggio 1861 vi fu la proclamazione di neutralità che proibiva sia agli Stati Uniti sia al Governo confederato di intraprendere qualsiasi movimento di truppe o di occupare qualsiasi posizione sul suolo del Kentucky, e inoltre ammoniva i cittadini dello Stato a non prendere parte nelle ostilità. Il Kentucky si era dichiarato neutrale sia a Lincoln sia a Jefferson Davis; tuttavia, se la neutralità fosse stata violata, lo Stato si vincolava a diventare parte della Confederazione.
La neutralità del Kentucky fu violata quanto il generale confederato Leonidas Polk invase Columbus nel 1861. Il Parlamento del Kentucky, per risposta, approvò una risoluzione che imponeva al Governatore di chiedere l'evacuazione delle forze confederate dal suolo del Kentucky. Magoffin pose il veto alla risoluzione, ma il Parlamento scavalcò il suo veto e la risoluzione fu approvata. Il Parlamento inoltre decise di sostenere il generale Ulysses S. Grant e le sue truppe unioniste stazionate a Paducah, con il motivo che la Confederazione aveva reso nullo il vincolo originale violando per prima la neutralità del Kentucky.
I simpatizzanti del Sud si sentirono oltraggiati dalle decisioni del Parlamento, sostenendo che le truppe di Polk erano in Kentucky solo al fine di contrastare Grant. Una successiva risoluzione del Parlamento, che invitava il generale unionista Robert Anderson ad arruolare volontari per espellere le forze confederate, richiedendo al Governatore di mobilitare la Milizia e ponendo il generale unionista Thomas L. Crittenden al comando delle forze del Kentucky, incendiò ancor di più i Sudisti (Magoffin pose il veto alla risoluzione, ma fu nuovamente scavalcato). Nel 1862 fu approvata una legge che toglieva i diritti elettorali ai cittadini che aderivano alla Confederazione, e quindi la neutralità del Kentucky evolveva verso l'appoggio all'Unione.
Quando il generale confederato Albert Sidney Johnston catturò Bowling Green nell'estate 1861 gli autoproclamatisi Confederati nel Kentucky occidentale e centrale costituirono un Governo confederato anche se il Kentucky ufficialmente rimase parte dell'Unione. Una formale Convenzione confederata si riunì a Russellville nel novembre 1861. Centosedici Delegati di sessantotto contee votarono la deposizione dell'attuale governo di Magoffin e crearono un Governo Provvisorio leale al nuovo Governatore confederato ufficioso del Kentucky, George W. Johnson. Un mese dopo, il 10 dicembre 1861, il Kentucky divenne il 13º Stato "ammesso" alla Confederazione. Il Kentucky, insieme con il Missouri, aveva rappresentanti in ambedue i Congressi e reggimenti in ambo gli eserciti federale e confederato.
Magoffin, ancora ufficialmente nelle funzioni di governatore in Frankfort, non riconobbe i Confederati del Kentucky né i loro tentativi di costituire un governo dello Stato. Egli continuò a dichiarare che lo stato ufficiale del Kentucky nella guerra era la neutralità, anche se il Parlamento sosteneva l'Unione. Magoffin, spinto dalla divisione esistente sia fra la popolazione sia nel Parlamento, annunciò una sessione speciale del Parlamento e poi si dimise nel 1862.
Bowling Green rimase occupata dai Confederati fino al febbraio 1862, quando il generale Grant mosse dal Missouri attraverso il Kentucky, lungo il fronte del Tennessee. Il governatore confederato Johnson lasciò Bowling Green con i documenti di Stato confederati diretto a Sud e si unì alle forze confederate nel Tennessee. Dopo che Johnson fu ucciso nella battaglia di Shiloh, Richard Hawes fu nominato governatore confederato. Poco dopo il Congresso Provvisorio confederato fu aggiornato al 17 febbraio 1862, con l'ordine del giorno di inaugurare un Congresso permanente. Comunque, poiché l'occupazione dell'Unione dominava lo Stato, il governo confederato del Kentucky, nel 1863, esisteva solo sulla carta e la rappresentanza nel Congresso era minima. Alla fine si sbandò quando finì la guerra nel 1865.

### Missouri
Dopo che ebbe inizio la secessione degli Stati del Sud il Parlamento del Missouri indisse l'elezione di una sua propria Convenzione speciale sulla secessione. La Convenzione votò decisamente di rimanere nell'Unione, ma il governatore filosudista Claiborne F. Jackson ordinò la mobilitazione di diverse centinaia di membri della Milizia di Stato, che si radunarono in un campo a Saint Louis. Jackson pianificava di impiegare gli uomini (ufficialmente in addestramento) per occupare l'arsenale federale nella città. Prima che Jackson facesse qualsiasi mossa ostile, però, il generale unionista Nathaniel Lyon agì per primo, accerchiando il campo e forzando le truppe dello Stato alla resa. Gli inesperti soldati di Lyon, prevalentemente immigrati tedeschi, fecero marciare i prigionieri lungo le strade, quindi aprirono il fuoco sulla folla di civili largamente ostile che si addensava intorno a loro.
Questi eventi cristallizzarono i partiti Unionista e Confederato nello Stato. Il Governatore Jackson nominò Sterling Price, Presidente della Convenzione sulla secessione, quale Capo della nuova Guardia di Stato. Jackson e Price furono però costretti ad abbandonare la capitale dello stato Jefferson City il 14 giugno 1861, di fronte alla rapida avanzata di Lyon. Nella città di Neosho, Jackson chiamò in sessione il Parlamento dello Stato; rispose una minoranza di Parlamentari, che emanò un'Ordinanza di secessione che fu riconosciuta dalla Confederazione il 30 ottobre 1861 (vedasi la controversia sulla secessione del Missouri). Con il Governatore eletto in esilio e i Parlamentari largamente dispersi, la Convenzione sulla secessione si riunì nuovamente come Governo provvisorio unionista ed elesse Hamilton Gamble Governatore provvisorio. L'amministrazione Lincoln riconobbe immediatamente il governo di Gamble, che fornì sia forze della Milizia per il servizio nello Stato sia reggimenti di volontari per l'esercito federale.
Vi furono altalenanti combattimenti fra le forze dell'Unione e un'Armata combinata della Guardia di Stato del generale Price e di truppe confederate al comando del generale Ben McCulloch. Dopo la battaglia di Wilson's Creek e l'assedio di Lexington, Missouri, le forze confederate avevano poca scelta, se non quella di ritirarsi verso l'Arkansas di fronte a un esercito unionista largamente rinforzato. Però truppe regolari confederate avrebbero organizzato raid a lungo raggio nel Missouri: i combattimenti nello Stato per i successivi tre anni consistettero per la maggior parte in azioni di guerriglia su una scala ancora mai vista nella guerra di secessione.

### Virginia Occidentale
Gli Unionisti nella Virginia organizzarono nello Stato della Virginia Occidentale le Contee nordoccidentali della Virginia, separandosi dalla Virginia ed entrando a far parte dell'Unione nel 1863 con una Costituzione che liberava tutti gli schiavi maggiori di 21 anni di età; gradualmente sarebbe stata abolita la schiavitù.

### Territori dell'Arizona e del Nuovo Messico
Due Convenzioni a Mesilla (Nuovo Messico) il 18 marzo 1861 e a Tucson (Arizona) il 23 marzo adottarono un'ordinanza di secessione. Le convenzioni insediarono un governo filosudista per le parti meridionali del territorio e convocarono le elezioni dei Rappresentanti per chiedere alla Confederazione l'ammissione e l'aiuto. Lewis Owings di Mesilla fu eletto primo Governatore Provvisorio del Territorio e Granville Henderson Oury di Tucson fu scelto per presentare la petizione di ammissione del Territorio nella Confederazione. Nel luglio 1861 forze confederate dal Texas, al comando del tenente colonnello John Baylor, entrarono a Mesilla, descritta come "una comunità fortemente favorevole ai Confederati". Il giorno successivo il maggiore unionista Isaac Lynde si avvicinò a Mesilla per ingaggiare le forze di Baylor. Gli uomini di Baylor, accompagnati dalla Milizia fuori Mesilla, attaccarono e sconfissero Lynde alla prima battaglia di Mesilla il 27 luglio. Il 1º agosto Baylor proclamò che il Territorio Confederato dell'Arizona si estendeva fino al 34º parallelo e nominò sé stesso nuovo Governatore del Territorio. Nel corso della guerra il Territorio fu sede di diversi successivi scontri e schermaglie fra le Armate occidentali dell'Unione e la Confederazione. La sconfitta dei Confederati alla battaglia di Glorieta Pass nel marzo 1862 li riportò indietro nel Texas, ponendo fine al coinvolgimento del Nuovo Messico nel conflitto.

### Indicazioni varie
- Sebbene il Tennessee avesse proclamato ufficialmente la secessione, il Tennessee orientale era a favore dell'Unione. Il Tennessee cadde sotto il controllo delle forze dell'Unione nel 1862 e fu escluso dal Proclama di emancipazione. Dopo la guerra fu il primo Stato riammesso nell'Unione.
- La Contea di Winston, Alabama, deliberò una risoluzione di secessione dallo Stato dell'Alabama.
- I Red Strings erano un importante gruppo anti-secessionista del Sud nelle aree della Virginia e della Carolina del Nord che avevano pochi schiavi.
- Il New Jersey non aveva ancora completamente abolito la schiavitù, ma non prese mai in considerazione la secessione.
- Il conflitto sull'ammissione della schiavitù nel sanguinoso Kansas, quale risultato del Kansas-Nebraska Act, accese ulteriormente gli animi. Il Kansas fu ammesso nel gennaio 1861, dopo la secessione della Carolina del Sud ma prima dell'attacco a Fort Sumter.

## Stati cuscinetto ed emancipazione
Il famoso Proclama di Emancipazione del presidente Abraham Lincoln fu definito avendo in mente gli interessi degli Stati cuscinetto. Il Proclama escludeva gli schiavi nell'ambito dei territori controllati dall'Unione per evitare reazioni violente da parte di questi Stati, che Lincoln riteneva cruciali per lo sforzo bellico. Sebbene l'emancipazione parziale fosse criticata da alcuni, Lincoln tenne fermo il punto che solo il Congresso o gli Stati cuscinetto stessi avessero l'autorità di abolire la schiavitù.